# Robert Godding (politicus)
Robert Georges Constant Godding (Antwerpen, 8 november 1883 - Leopoldstad, 6 december 1953) was een Belgisch politicus voor de Liberale Partij.

## Biografie

### Familie
Robert Godding was een zoon van Auguste Godding (1844-1920) en Joanna Casteels (1843-1924).
Hij trouwde in 1912 met Hélène Bauss (1890-1987), dochter van advocaat Charles Bauss. Ze waren de ouders van hoogleraar en rechtshistoricus Philippe Godding, de grootouders van jezuïet Robert Godding (1956), directeur van de bollandisten en de schoonouders van politica Antoinette Pecher.
Hij was een schoonbroer van industrieel en politicus Jean Speth.

### Loopbaan
Godding promoveerde tot doctor in de rechten aan de Université libre de Bruxelles en vestigde zich als advocaat. Hij liep stage bij zijn schoonvader. Hij was ook beheerder van vennootschappen, onder meer van Cultures au Congo belge en Régie des Plantations de la Colonie. Verder was hij:
- voorzitter van het Institut national pour l'étude agronomique du Congo belge,
- lid van de Koloniale Raad,
- voorzitter van de administratieve raad van de koloniale universiteit.

In 1932 werd hij liberaal senator, een mandaat dat hij vervulde tot in 1949, als volgt:
- 1932-1936: provinciaal senator voor de provincie Antwerpen,
- 1936-1939: senator voor het arrondissement Antwerpen,
- 1939-1946: provinciaal senator voor de provincie Antwerpen,
- 1946-1949: senator voor het arrondissement Antwerpen.

In de politiek instabiele periode na de Tweede Wereldoorlog was hij driemaal voor korte tijd minister van Kolonies:
- van 2 augustus 1945 tot 18 februari 1946;
- van 31 maart tot 9 juli 1946;
- van 3 augustus 1946 tot 11 maart 1947.

Hij moedigde tijdens zijn ministerschap het rijksonderwijs in de kolonie aan.

## Publicaties (selectie)
- 'De liberale partij, "nationale partij"', in De Vlaamse Gids, 1936.
- 'Politique coloniale et principes libéraux', in Le Flambeau, 1949.